# Bülbül, Yeşilli
Bülbül là một xã thuộc huyện Yeşilli, tỉnh Mardin, Thổ Nhĩ Kỳ. Dân số thời điểm năm 2010 là 82 người.